# 컬렉터 (마블 코믹스)
컬렉터(Collector)는 마블 코믹스가 출판하는 만화책의 등장인물이다. 타넬리어 티번(Taneleer Tivan)이라는 이름으로도 알려져 있다. 마블 시네마틱 유니버스에서는 베니치오 델 토로가 연기하여 2013년 영화 《토르: 다크 월드》에는 카메오 출연했으며, 2014년 영화 《가디언즈 오브 갤럭시》에서도 출연하였다.

## 출판의 역사
컬렉터는 스탠 리와 돈 헥에게 창조되어 어벤져스 #28 (1966년 5월) 처음 등장하였다.

## 다른 버전
- 컬렉터는 《마블 슈퍼 히어로 스쿼드》의 4편에서 등장했다.
- 컬렉터는 《어벤져스: 유나이티드 데이 스탠드》 #6-7에도 등장했다.

## 담당 배우

### 영화
- 토르: 다크 월드 (2013) - 베니치오 델 토로
  - 가디언즈 오브 더 갤럭시 (2014) - 베니치오 델 토로
  - 어벤져스: 인피니티 워 (2018) - 베니치오 델 토로